# Aphaenogaster mersa
Aphaenogaster mersa là một loài kiến đã tuyệt chủng trong phân họ Myrmicinae được biết đến từ một cặp hóa thạch Trung Eocen được tìm thấy ở châu Âu. A. mersa là một trong ba loài trong chi kiến Aphaenogaster đã được ghi nhận từ các hóa thạch được tìm thấy trong hổ phách Baltic bởi William Morton Wheeler.
Aphaenogaster mersa đã được kiểm tra và mô tả từ một mẫu vật được hóa thạch nằm trong một đoạn hổ phách Baltic trong suốt. Hổ phách Baltic có niên đại khoảng 46 triệu năm trước.